# Rokytnice (Zlíni járás)
Rokytnice település Csehországban, a Zlíni járásban. Rokytnice Jestřabí, Štítná nad Vláří-Popov, Slavičín és Šanov településekkel határos. Lakosainak száma 579 fő (2024. január 1.).

## Népesség
A település lakosságának változását az alábbi diagram mutatja:
| Lakosok száma | 417  | 449  | 557  | 612  | 723  | 591  | 590  | 594  | 575  | 579  |
|               | 1869 | 1890 | 1921 | 1950 | 1980 | 2001 | 2017 | 2019 | 2022 | 2024 |